# NGC 6602
NGC 6602 (другие обозначения — UGC 11184, MCG 4-43-21, ZWG 142.35, IRAS18145+2501, PGC 61674) — галактика в созвездии Геркулес.
Этот объект входит в число перечисленных в оригинальной редакции «Нового общего каталога».